# Marcel Schlutt
Marcel Schlutt (ur. 1 sierpnia 1977 w Demmin) − niemiecki model, fotograf i dziennikarz-kolumnista. Sławę zdobył przede wszystkim jako prezenter telewizyjny, a także aktor gejowskich filmów pornograficznych.

## Życiorys
Urodził się w Demmin w NRD, jako jedyne dziecko podkuwacza koni; przeważającą część swojej młodości spędził jednak w Bielefeld w Nadrenii Północnej-Westfalii. Dojrzewał na stadninie koni, namiętność do jeździectwa odkrył w sobie już jako czterolatek. W tym sporcie zdobył liczne odznaczenia.
Jako osiemnastolatek został dostrzeżony przez TeeJotta, fotografa z Kolonii, i rozpoczął karierę jako model. W 1998 roku wziął udział w lokalnym męskim konkursie piękności, który zwyciężył. Został "twarzą" agencji So Dam Tuff; mieszkał w Londynie i Madrycie, pracując jako profesjonalny model dla takich marek jak Levi Strauss, New Yorker, Paul Smith, H&M czy The Face.
Po powrocie do ojczyzny w 2001 roku, pracował w charakterze prezentera dla płatnej telewizji Premiere, prowadząc programy SexyGayplaces.tv oraz Backstage − Das Magazin. Pozostał w branży telewizyjnej, w latach 2002-2004 podjął się współpracy z kanałem dla dorosłych o nazwie Beate Uhse AG. Krótko pojawiał się także na ekranach stacji RTL i BBC.
W 2003 rozpoczął karierę aktora pornograficznego. Stał się niemiecką gwiazdą tego typu produkcji wypromowaną przez następujące wytwórnie: berlińskie Cazzo Film i Wurstfilm, londyńskie Eurocreme oraz amerykańskie Michael Lucas' Lucas Entertainment. Nie grywał wyłącznie dla wytwórni zajmujących się dystrybucją filmów na rynku DVD/video − dodatkowo pojawiał się w filmach udostępnianych dla widzów płatnych stron internetowych, a także pracował jako gejowski żigolo. Wciąż trudnił się zajęciem modela, pracował z berlińskimi agencjami VIVA oraz M4, pojawił się w rosyjskim wydaniu magazynu „Vogue”.
W 2005 Schlutt zajął się fotografią. Jedne z jego pierwszych prac zawarto w katalogu Skate! oraz w magazynie o tematyce LGBT „Du & Ich”, dla którego prowadził autobiograficzny dział zatytułowany Max in the City.
W 2007 zakończył karierę w branży porno. W akcie przypieczętowania swojej decyzji zagrał w jednej z głównych ról w pełnometrażowym filmie Otto, czyli niech żyją umarlaki (Otto: or, Up with Dead People, 2008) w reżyserii queerowego artysty Bruce'a LaBruce'a; wcielił się w nim w postać aktora imieniem Fritz. W roli samego siebie zagrał w filmie Claude'a Pérèsa Unfaithful (2009). W filmie Alex i Leo (2010) odegrał rolę pierwszoplanową.
W czerwcu 2016 zajął drugie miejsce w rankingu na „Najbardziej seksownego modela Men at Play” (El modelo mas sexy de Men at Play), ogłoszonym przez hiszpański portal 20minutos.es.
Schlutt jest homoseksualistą. Od 2001 mieszka w Berlinie.

## Wybrana filmografia
- 2001 − Die Sitte, serial stacji RTL - w roli jednego ze statystów
- 2004 − Scum!
- 2004 − W zamknięciu (Gefangen)
- 2005 − Guilty Pleasures (Eingelocht)
- 2005 − Sex Clinic (Sex Klinik)
- 2005 − Fucking Different
- 2005 − Druck im Schlauch (Pressure in the Bike Tire)
- 2006 − Plain Hot (Echt Geil)
- 2008 − Otto, czyli niech żyją umarlaki (Otto; or Up with Dead People) - w roli Fritza Fritze
- 2008 − Wasserratten - w roli kapitana
- 2008 − The Boy with the Sun in his Eyes - w roli berlińskiego chłopaka
- 2009 − Unfaithful - w roli siebie samego
- 2010 − Alex i Leo (Alex und der Löwe) - w roli Leopolda "Leo" Kriega
- 2012 − Mężczyźni do całowania (Männer zum Knutschen) - w roli Leopolda "Leo" Kriega